# Temporada 1984-85 de los Boston Celtics
La temporada 1984-85 fue la trigésimo novena de los Boston Celtics en la NBA. La temporada regular acabó con 63 victorias y 19 derrotas, acabando primeros de la Conferencia Este y clasificándose para los playoffs, donde alcanzaron las Finales, en las que cayeron ante Los Angeles Lakers en una revancha de la temporada anterior.

## Elecciones en el Draft
| Ronda | Puesto | Jugador       | Posición | Nacionalidad   | Universidad/Club |
| ----- | ------ | ------------- | -------- | -------------- | ---------------- |
| 1     | 24     | Michael Young | Alero    | Estados Unidos | Houston          |
| 3     | 70     | Rick Carlisle | Escolta  | Estados Unidos | Virginia         |
| 10    | 228    | Dan Trant     |          | Estados Unidos | Clark            |

## Temporada regular
| División Atlántico   | División Atlántico | División Atlántico | División Atlántico | División Atlántico | División Atlántico | División Atlántico | División Atlántico | División Atlántico |
| Equipo               | G                  | P                  | %                  | PD                 | Casa               | Fuera              | Div                |                    |
| -------------------- | ------------------ | ------------------ | ------------------ | ------------------ | ------------------ | ------------------ | ------------------ | ------------------ |
| y-Boston Celtics     | 63                 | 19                 | .768               | –                  | 35–6               | 28–13              | 19–5               |                    |
| x-Philadelphia 76ers | 58                 | 24                 | .707               | 5                  | 34–7               | 24–17              | 15–9               |                    |
| x-New Jersey Nets    | 42                 | 40                 | .512               | 21                 | 27–14              | 15–26              | 13–11              |                    |
| x-Washington Bullets | 40                 | 42                 | .488               | 23                 | 28–13              | 12–29              | 11–13              |                    |
| New York Knicks      | 24                 | 58                 | .293               | 39                 | 19–22              | 5–36               | 2–22               |                    |

## Playoffs

### Primera ronda
Boston Celtics vs. Cleveland Cavaliers 
| Fecha       | Partido                                     | Ciudad    |
| ----------- | ------------------------------------------- | --------- |
| 18 de abril | Boston Celtics 126, Cleveland Cavaliers 123 | Boston    |
| 20 de abril | Boston Celtics 108, Cleveland Cavaliers 106 | Boston    |
| 23 de abril | Cleveland Cavaliers 105, Boston Celtics 98  | Cleveland |
| 25 de abril | Cleveland Cavaliers 115, Boston Celtics 117 | Cleveland |
|             | Boston Celtics gana las series 3-1          |           |

### Semifinales de Conferencia
Boston Celtics vs. Detroit Pistons 
| Fecha       | Partido                                 | Ciudad  |
| ----------- | --------------------------------------- | ------- |
| 28 de abril | Boston Celtics 133, Detroit Pistons 99  | Boston  |
| 30 de abril | Boston Celtics 121, Detroit Pistons 114 | Boston  |
| 2 de mayo   | Detroit Pistons 125, Boston Celtics 117 | Detroit |
| 4 de mayo   | Detroit Pistons 102, Boston Celtics 99  | Detroit |
| 8 de mayo   | Boston Celtics 130, Detroit Pistons 123 | Boston  |
| 10 de mayo  | Detroit Pistons 113, Boston Celtics 123 | Detroit |
|             | Boston Celtics gana las series 4-2      |         |

### Finales de Conferencia
Boston Celtics  vs. Philadelphia 76ers
| Fecha      | Partido                                    | Ciudad       |
| ---------- | ------------------------------------------ | ------------ |
| 12 de mayo | Boston Celtics 108, Philadelphia 76ers 93  | Boston       |
| 14 de mayo | Boston Celtics 106, Philadelphia 76ers 98  | Boston       |
| 18 de mayo | Philadelphia 76ers 94, Boston Celtics 105  | Philadelphia |
| 19 de mayo | Philadelphia 76ers 115, Boston Celtics 104 | Philadelphia |
| 22 de mayo | Boston Celtics 102, Philadelphia 76ers 100 | Boston       |
|            | Boston Celtics gana las series 4-1         |              |

### Finales de la NBA
Boston Celtics vs. Los Angeles Lakers
| Fecha      | Partido                                     | Ciudad      |
| ---------- | ------------------------------------------- | ----------- |
| 27 de mayo | Boston Celtics 148, Los Angeles Lakers 114  | Boston      |
| 30 de mayo | Boston Celtics 102, Los Angeles Lakers 109  | Boston      |
| 2 de junio | Los Angeles Lakers 136, Boston Celtics 111  | Los Ángeles |
| 5 de junio | Los Angeles Lakers 105, Boston Celtics 107  | Los Ángeles |
| 7 de junio | Los Angeles Lakers 120, Boston Celtics 1111 | Los Ángeles |
| 9 de junio | Boston Celtics 100, Los Angeles Lakers 111  | Boston      |
|            | Los Angeles Lakers gana las series 4-2      |             |

## Estadísticas
| Rk | Jugador        | Edad | P  | PT | MP   | TC   | TCI  | %TC  | T3  | T3I | %T3  | TL  | TLI | %TL   | RO  | RD  | RT   | AS  | RB  | TAP | BP  | FP  | PTS  |
| -- | -------------- | ---- | -- | -- | ---- | ---- | ---- | ---- | --- | --- | ---- | --- | --- | ----- | --- | --- | ---- | --- | --- | --- | --- | --- | ---- |
| 1  | Larry Bird     | 28   | 80 | 77 | 39.5 | 11.5 | 22.0 | .522 | 0.7 | 1.6 | .427 | 5.0 | 5.7 | .882  | 2.1 | 8.5 | 10.5 | 6.6 | 1.6 | 1.2 | 3.1 | 2.6 | 28.7 |
| 2  | Dennis Johnson | 30   | 80 | 77 | 37.2 | 6.2  | 13.3 | .462 | 0.1 | 0.3 | .269 | 3.3 | 3.8 | .853  | 1.1 | 2.8 | 4.0  | 6.8 | 1.2 | 0.5 | 2.7 | 2.8 | 15.7 |
| 3  | Robert Parish  | 31   | 79 | 78 | 36.1 | 7.0  | 12.9 | .542 | 0.0 | 0.0 |      | 3.7 | 5.0 | .743  | 3.3 | 7.3 | 10.6 | 1.6 | 0.7 | 1.3 | 2.4 | 2.8 | 17.6 |
| 4  | Danny Ainge    | 25   | 75 | 73 | 34.2 | 5.6  | 10.6 | .529 | 0.2 | 0.7 | .268 | 1.6 | 1.8 | .868  | 1.0 | 2.6 | 3.6  | 5.3 | 1.6 | 0.1 | 2.0 | 3.0 | 12.9 |
| 5  | Kevin McHale   | 27   | 79 | 31 | 33.6 | 7.7  | 13.4 | .570 | 0.0 | 0.1 | .000 | 4.5 | 5.9 | .760  | 2.9 | 6.1 | 9.0  | 1.8 | 0.4 | 1.5 | 2.0 | 3.0 | 19.8 |
| 6  | Cedric Maxwell | 29   | 57 | 51 | 26.2 | 3.5  | 6.6  | .533 | 0.0 | 0.0 | .000 | 4.1 | 4.9 | .831  | 1.7 | 2.5 | 4.2  | 1.8 | 0.6 | 0.3 | 1.7 | 2.5 | 11.1 |
| 7  | Ray Williams   | 30   | 23 | 5  | 20.0 | 2.4  | 6.2  | .385 | 0.3 | 1.0 | .261 | 1.3 | 2.0 | .674  | 0.7 | 1.8 | 2.5  | 3.9 | 1.3 | 0.2 | 1.8 | 2.4 | 6.4  |
| 8  | Scott Wedman   | 32   | 78 | 5  | 14.4 | 2.8  | 5.9  | .478 | 0.2 | 0.4 | .500 | 0.5 | 0.7 | .764  | 0.7 | 1.3 | 2.0  | 1.2 | 0.3 | 0.1 | 0.6 | 1.4 | 6.4  |
| 9  | Quinn Buckner  | 30   | 75 | 6  | 11.4 | 1.0  | 2.6  | .383 | 0.0 | 0.0 | .000 | 0.4 | 0.7 | .640  | 0.3 | 0.8 | 1.2  | 2.0 | 0.8 | 0.0 | 0.9 | 1.9 | 2.4  |
| 10 | Carlos Clark   | 24   | 62 | 3  | 9.1  | 1.0  | 2.5  | .421 | 0.0 | 0.1 | .000 | 0.7 | 0.9 | .774  | 0.5 | 0.6 | 1.1  | 0.8 | 0.6 | 0.0 | 0.7 | 1.1 | 2.7  |
| 11 | M.L. Carr      | 34   | 47 | 0  | 8.4  | 1.3  | 3.2  | .416 | 0.2 | 0.5 | .391 | 0.4 | 0.4 | 1.000 | 0.4 | 0.5 | 0.9  | 0.5 | 0.4 | 0.1 | 0.5 | 0.9 | 3.2  |
| 12 | Greg Kite      | 23   | 55 | 4  | 7.7  | 0.6  | 1.6  | .375 | 0.0 | 0.0 |      | 0.4 | 0.6 | .688  | 0.7 | 0.9 | 1.6  | 0.3 | 0.1 | 0.2 | 0.5 | 1.5 | 1.6  |
| 13 | Rick Carlisle  | 25   | 38 | 0  | 4.7  | 0.7  | 1.8  | .388 | 0.0 | 0.1 | .000 | 0.4 | 0.4 | .882  | 0.2 | 0.3 | 0.6  | 0.7 | 0.1 | 0.0 | 0.5 | 0.6 | 1.8  |

## Galardones y récords
| Jugador/Entrenador | Galardón                                        |
| Larry Bird         | MVP de la NBA Mejor quinteto de la NBA All-Star |
| Kevin McHale       | Mejor sexto hombre de la NBA                    |
| Dennis Johnson     | 2.º Mejor quinteto defensivo de la NBA All-Star |
| Robert Parish      | All-Star                                        |